# Sorabes
Ne doit pas être confondu avec Sora-be.
Les Sorabes (en allemand Sorben, en haut sorabe Serbja, en bas sorabe Serby), également connus sous le nom germanique de Wendes (en allemand : Wenden), ou « Serbes de Lusace»,, ou encore Sorbes, sont un peuple slave vivant dans la région de la Lusace, qui s'étend en Allemagne à l'est de la Saxe et au sud-est du Brandebourg. La Lusace est partagée en Haute-Lusace et Basse-Lusace.
Les Sorabes parlent une langue proche du polonais, du cachoube, du tchèque et du slovaque. On distingue le haut sorabe et le bas sorabe.
Le peuple ne doit pas être confondu avec les Serbes des Balkans, bien que les deux étymologies soient liées.

## Historique
Au cours du VIe siècle, les peuples slaves occidentaux (Abodrites (ou Obodrites), Sorbes, Viltses) arrivent dans la zone entre les rivières Bóbr, Kwisa, Oder et Sprée à l'est, et les rivières Saale et Elbe à l'ouest. Entre 610 et 641, une partie des Sorbes quitte la Serbie blanche (Serbšćina en sorabe) pour les Balkans (la migration aurait été effectuée en plusieurs vagues), vers l'empire byzantin, où le prince de Serbie blanche, menacé par les Avars, se place sous la protection de Constantinople : l'empereur byzantin Héraclius les laisse s'installer dans l'Empire où ils adoptent des langues slaves méridionales et fédèrent les Sklavinies (en Macédoine byzantine, autour de Thessalonique, en Rascie, Bosnie, Zachlumie, Travonie, Paganie, Neretva, Dioclée) et les Valachies (Romanija Planina, Stari Vlah, Vlasina, Vlahina) en un État devenu puissant en 976 et appelé Serbie ou Rascie, comme en témoigne Jean Skylitzès.
Au Xe siècle, les Sorabes restés en Serbie blanche y édifient un fort à Cottbus sur la rivière Sprée.
Au début du XIe siècle, le souverain Boleslas Ier de Pologne combat l'extension du Saint-Empire romain germanique sur les territoires slaves de Lusace. En 1018, par le traité de Bautzen, la Pologne conserve la Lusace, mais, en 1031, celle-ci est annexée au Saint-Empire. Face à l'extension de la colonisation germanique de l'Europe orientale les Polonais seront régulièrement en guerre : au XIIe siècle notamment, a lieu le conflit entre les forces polonaises de Jaxa de Copnic et celles d'Albert Ier de Brandebourg.
Au XVIIe siècle, la Guerre de Trente Ans puis la peste ravagent la Lusace et déciment la population sorabe.
Après les guerres napoléoniennes, le Congrès de Vienne de 1815, donne une partie de la Haute-Lusace au Royaume de Saxe, et la Basse-Lusace au Royaume de Prusse.
Après la Première Guerre mondiale, certains Sorabes demandent le rattachement de leur région à la Tchécoslovaquie nouvellement crée, sans succès.
Avec l'avènement des Nazis au pouvoir, les Sorabes sont réprimés: il leur est notamment interdit de parler leur langue, leurs livres et leur société savante Maćica Serbska sont interdits.

## Génétique
Les Sorabes sont à majoritaire de Haplogroupe R1a R1a-M458

## Villes sorabes
Les villes sorabes les plus importantes de la Lusace sont :
Haute-Lusace
- Allemagne
  - Bautzen
  - Bischofswerda
  - Görlitz
  - Hoyerswerda
  - Kamenz
  - Löbau
  - Zittau

Basse-Lusace
- - Cottbus
  - Guben
  - Lübben
  - Luckau
  - Senftenberg

## Culture sorabe

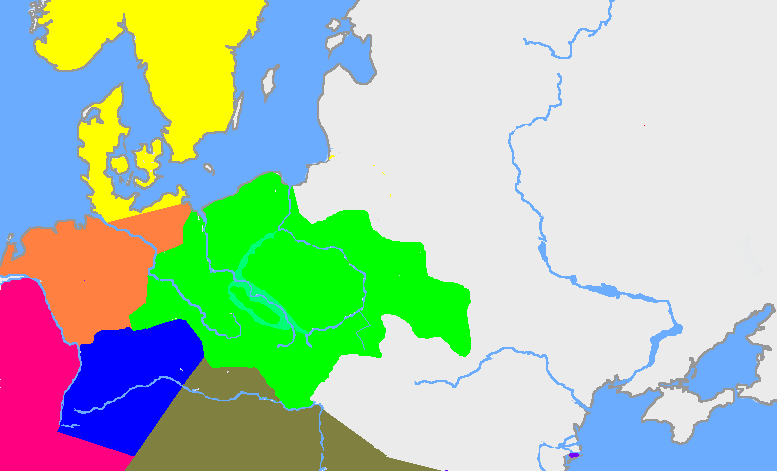
Dans l'interprétation protochroniste de la civilisation lusacienne (1300 à 500 av.J.C., en vert), celle-ci est présentée comme une « culture sorabe » alors qu'aucun indice ne la relie aux Slaves, pas encore mentionnés à cette période.

L'hymne national sorabe Rjana Łužica fut écrit par le poète Handrij Zejler et publié le 24 août 1827 à Leipzig dans le magazine Serbska Nowina. La musique a été composée en 1845 par le compositeur Korla Awgust Kocor. Le drapeau sorabe a été créé en 1848. Il reprend les couleurs panslaves.

## Médias sorabes
Les Sorabes ont leurs propres médias comme: Serbske Nowiny, Rozhlar, Pomhaj bóh, Wuhladko et d'autres.

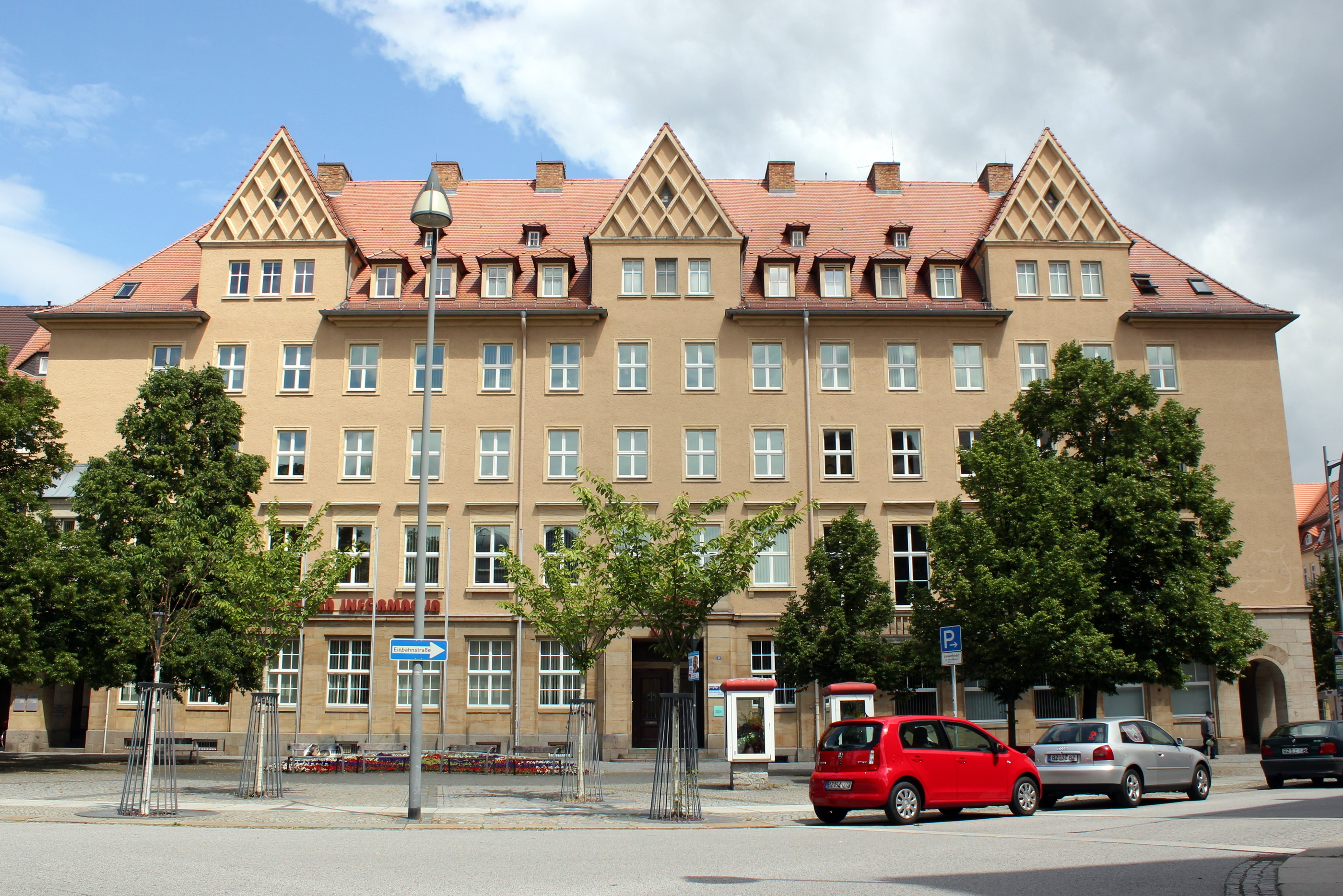
Maison des Sorabes et centre culturel à Bautzen.
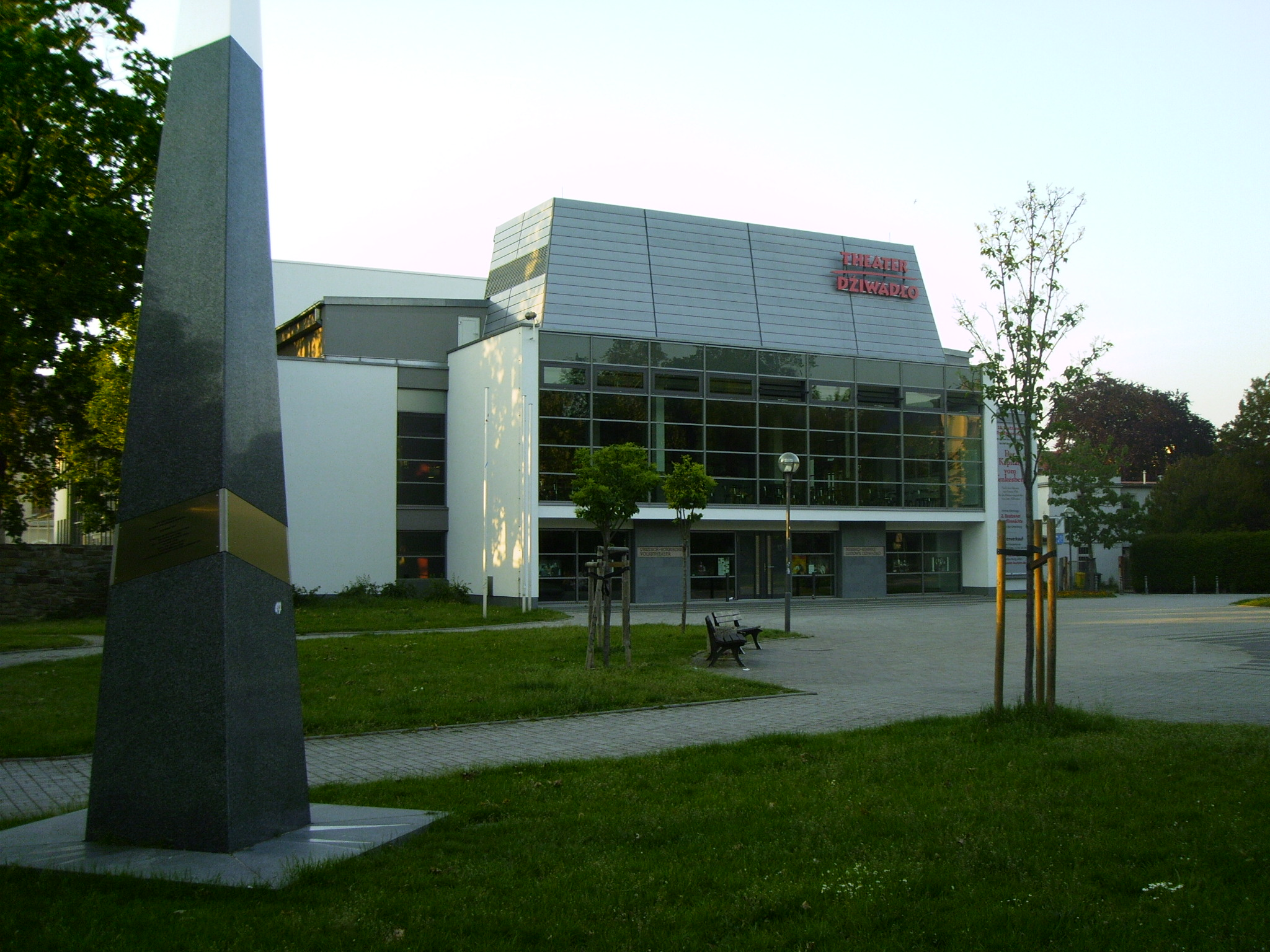
Théâtre culturel germano-sorabe à Bautzen.
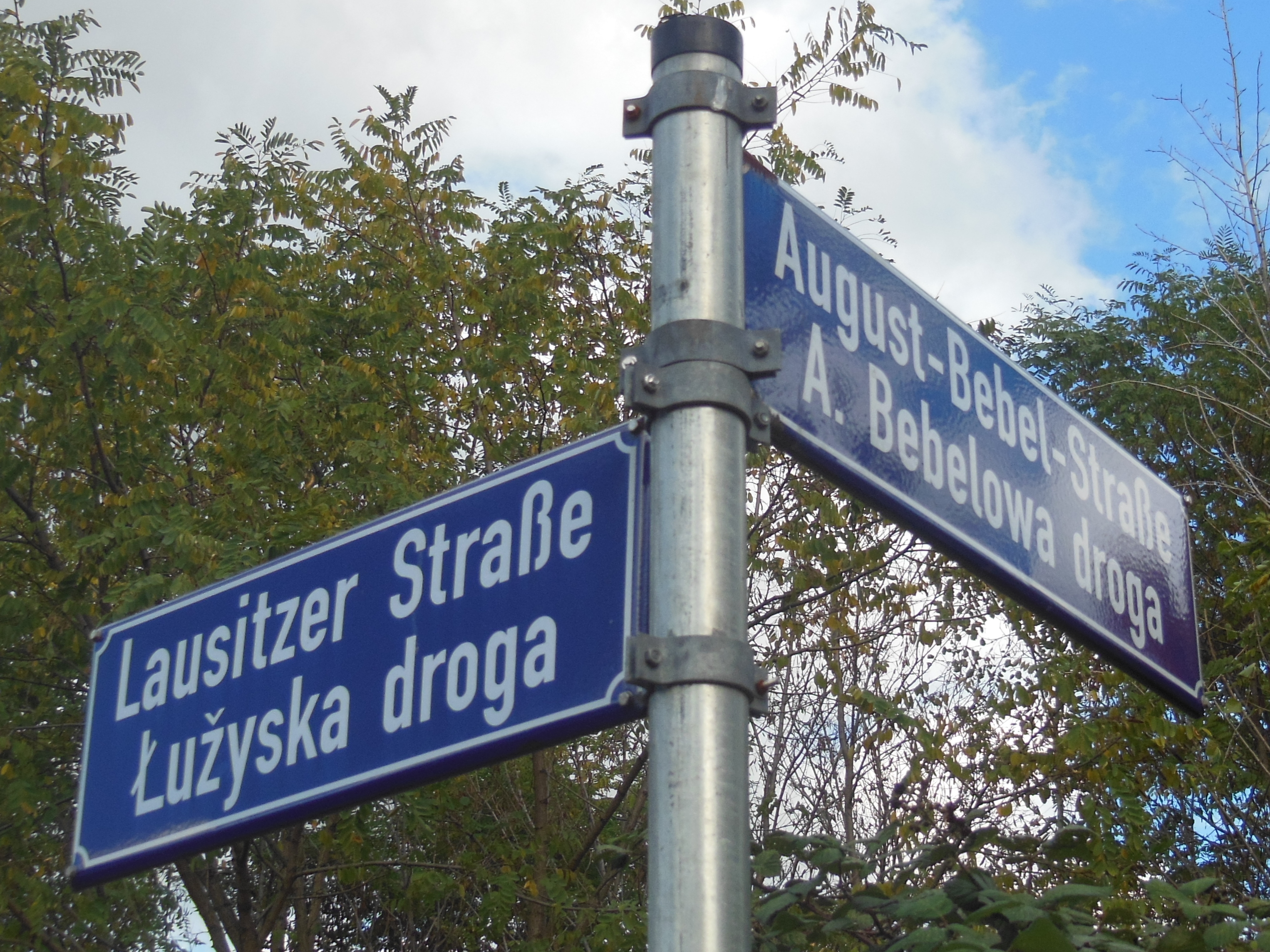
Plaques de rue bilingues à Cottbus.
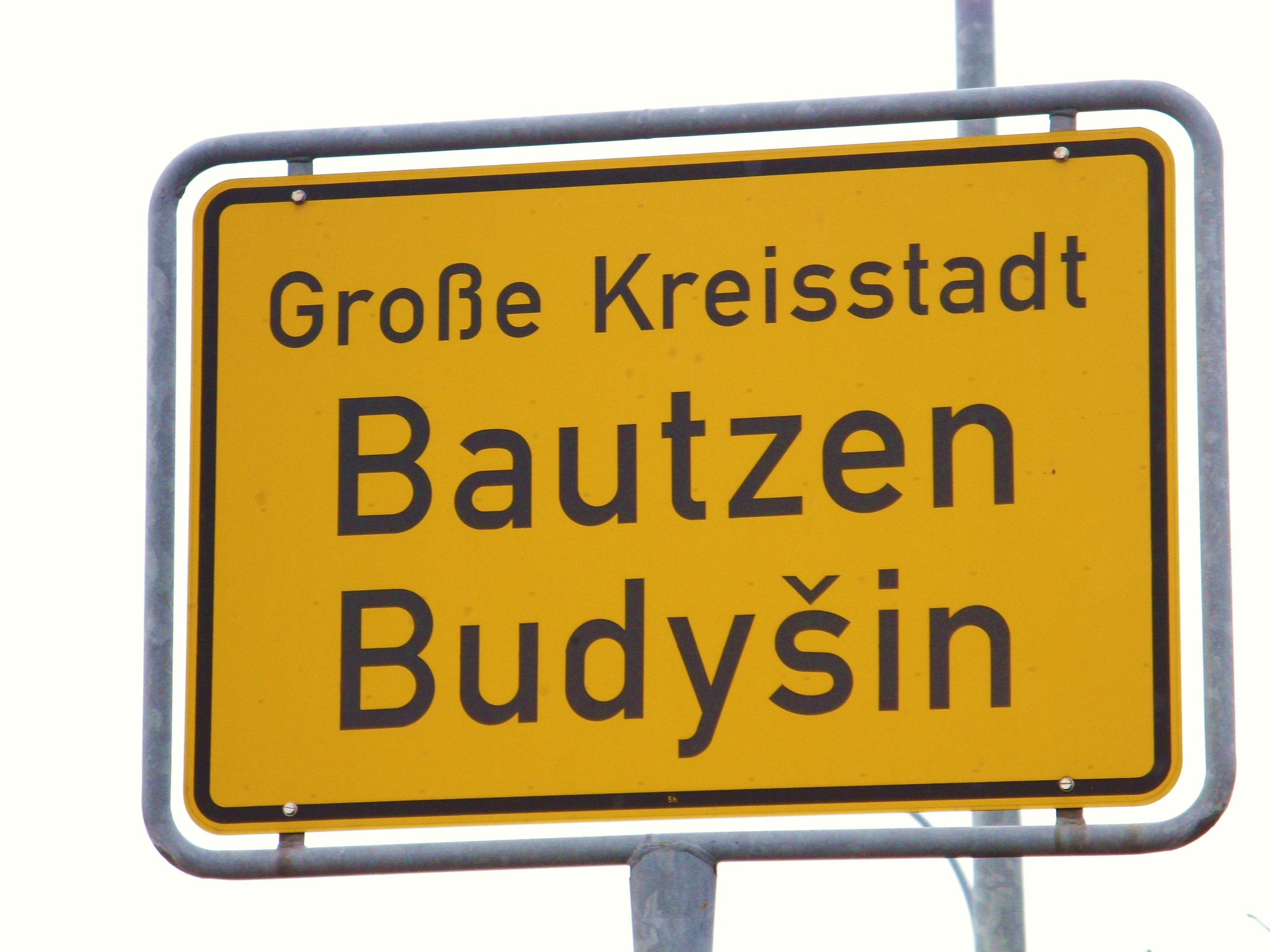
Panneau routier bilingue à Bautzen/Budyšin.

### Filmographie
Jean Kudela, Les Sorabes, derniers slaves d'Allemagne, Inalco, documentaire de 52min30, 1995,[voir en ligne].